# Blitum californicum
Blitum californicum är en amarantväxtart som beskrevs av Sereno Watson. Blitum californicum ingår i släktet Blitum och familjen amarantväxter. Inga underarter finns listade i Catalogue of Life.